# Torii Kiyonaga

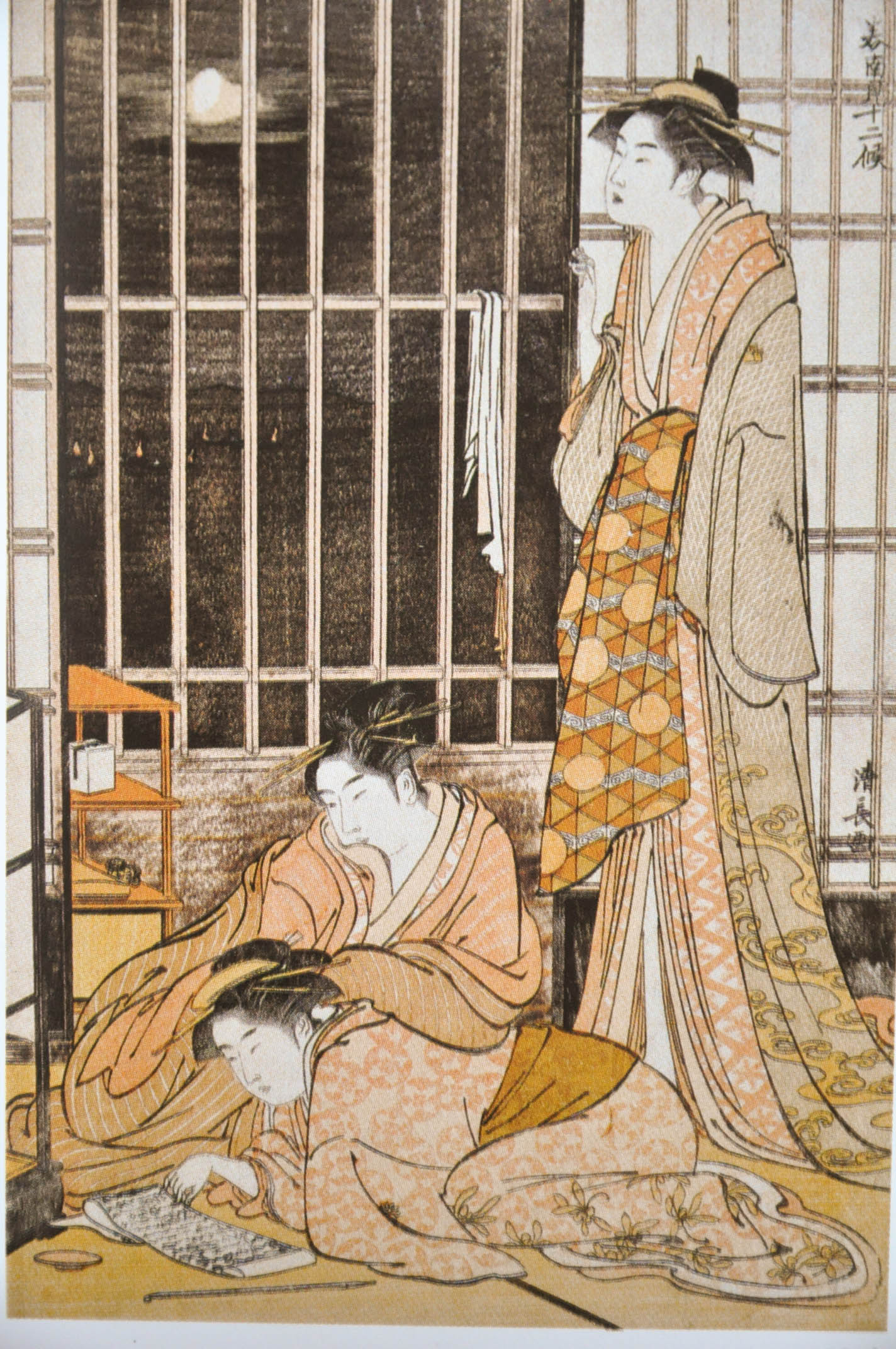
Farbholzschnitt von Torii Kiyonaga (1784): Kugatsu: isaribi (九月 漁火), „9. Monat: Fischerbootslichter“, aus der Serie Minami jūnikō (美南見十二候, „12 Monate im Süden“)

Torii Kiyonaga (japanisch 鳥居 清長; * 1752 in Edo (heute Tokio); † 28. Juni 1815 ebenda) gilt heute als einer der wichtigsten japanischen Farbholzschnittkünstler des 18. Jahrhunderts.

## Einführung
Sein ursprünglicher Name lautete Sekiguchi Shinsuke (関口 新助). Er wurde 1752 in Edo geboren und starb dort am 28. Juni 1815. Er gilt als einer der wichtigsten japanischen Künstler der sogenannten Ukiyo-e-Bewegung, also als Maler von Gemälden und Holzschnitten mit der Darstellung der „Fließenden, vergänglichen Welt“. Er war ein Schüler von Torii Kiyomitsu und führte eine Zeit lang die berühmte Torii-Schule.

## Beruflicher Aufstieg
Der berühmte Maler Kiyonaga wurde von den Holzschnittkünstlern Suzuki Harunobu, Isoda Koryūsai und Kitao Shigemasa beeinflusst. Er war der Sohn eines Buchhändlers und lernte das Holzschnittmalerhandwerk bei Torii Kiyomitsu. Obwohl er streng in der Tradition der Torii-Schule arbeitete und sich seiner Verantwortung als Lehrer voll bewusst war, schuf er nicht nur Holzschnitte in den von seiner Schule unterrichteten Kabuki-Theater-Themen, sondern schuf gerade mit der Loslösung von dieser überlieferten Maltradition seine größten Werke. Gerade das Bildnis des Theaters und seiner Protagonisten wurde unter seiner Ägide von neuen Anregungen durchdrungen und zu meisterlichen Höhepunkten geführt.

## Höhepunkte seiner Kreativität
Absolut meisterlich und in der Kunstgeschichte weltberühmt sind seine Holzschnitte von eleganten, jungen Menschen, anmutigen Mädchen und Kurtisanen, die vor farblich deutlich kontrastierenden Hintergründen, die meist seine geliebte Heimatstadt Edo zeigen, erscheinen. Seine solide, handwerkliche Ausbildung ermöglichte ihm die Kreation eines neuen Stils, der für etwa zwanzig Jahre lang bestimmend auf andere Künstler wirkte. Dabei lehnte er sich deutlich an die Anfangszeit des Ukiyo-e an und führte mit seiner realistischen Entwurfskraft poetisch und betörend wirkende Bilder aus.

## Spätere Jahre
Seine Bilder wirkten auch auf Utamaro vorbildlich und stilbildend. Als jedoch der etwas gefälligere eigene Stil Utamaros sich entwickelte, wurde dieser beispielhaft für die jüngeren Holzschnittkünstler. Kiyonaga beschränkte sich von nun an wieder auf Theater- und Schauspielerdarstellungen. Aus den letzten zwanzig Jahren seines Lebens sind nur wenige Holzschnitte überliefert.